# ¡Que viva México!
¡Que viva México! (bra: Viva o México!) é um filme de comédia e sátira política mexicana de 2023 dirigida por Luis Estrada e escrita por Estrada e Jaime Sampietro. Protagonizada por Alfonso Herrera, Ana de la Reguera, Damián Alcázar e Joaquín Cosío.

## Enredo
Pancho Reis é um homem de família da classe média da sociedade, que se esforça diariamente para cumprir as aspirações de sua esposa Mari e seus dois filhos. Até que um dia, seu pai o chama para lhe dizer que seu avô morreu e para ler o testamento, precisa da presença do filho. Pancho não quer saber nada de sua família pobre, da qual abandonou há 20 anos a procura de um futuro melhor, mas sua esposa o anima a ir e averiguar se lhes deixaram uma herança, sem saber que isso mudará drasticamente suas vidas.

## Elenco
- Alfonso Herrera como Pancho Francisco Reyes
- Damián Alcázar como Rosendo / Regino / Ambrósio
- Joaquín Cosío como Rosendito / Reginito / Avô
- Ana de la Reguera como Maria "Mari" Elena Reyes
- Ana Martín como Dolores
- Angelina Peláez como Pascuala
- Zaide Silvia Gutiérrez como Socorro
- Sonia Couoh como Lupita
- Vico Escorcia como Bartola
- Natalia Quiroz como Pánfila
- Álex Perea como Rufino
- Luis Fernando Peña como Hilario
- Cuauhtli Jiménez como Jacinta
- Mayra Hermosillo como Glória
- Salvador Sánchez como notário/dom Florencio
- José Sefami como dom Jaime
- Adriana Louvier como Normita, secretária de Pancho
- Flor Edwarda Gurrola como Florecita

## Produção
A produção do filme começou no 30 de agosto de 2021 e finalizou em outubro do mesmo ano na região de Real de Catorze no norte de San Luis Potosí, México.

## Lançamento
O filme estava programado para ter uma estréia restrita aos cinemas em 3 de novembro de 2022, seguido de uma estréia mundial em 16 de novembro de 2022 pela Netflix. Mas quando chegou no dia, foi cancelada a estréia nos cinemas e na Netflix. Isto sucedeu porque o diretor Luis Estrada queria ter uma estréia nos cinemas mais ampla como o teve o filme Bardo, falsa crónica de unas cuantas verdades. Mas não chegou a um acordo com Netflix. Depois do desacordo, Estrada decidiu comprar os direitos de seu filme para estrear na maioria dos cinemas com outra distribuidora. Em 2 de fevereiro de 2023, Estrada anunciou que tinha chegado a um acordo com a Sony Pictures para uma ampla estréia em cinemas. Finalmente, o filme estreou no dia 23 de março de 2023 nos cinemas do México, Estados Unidos e outros países, para depois estrear-se a nível mundial em 11 de maio de 2023 pela Netflix.

## Controvérsia
Quando se estreou o filme, dividiu ao público e à crítica, sendo criticada por "denegrir ao país". Entre seus críticos encontram-se Juan Osorio Ortiz, produtor de televisão mexicano, e Andrés Manuel López Obrador, atual presidente do México, quem acusou ao diretor do filme de ser um «progresista buena ondita». Depois das críticas de López Obrador, Luis Estrada respondeu assinalando que o presidente, em lugar de preocupar-se por um filme que nem sequer tinha visto, deveria se focar em temas que são mais relevantes para o país. No entanto, a crítica geral tem sido má, pois tem pontuado um 1.5 de 4 segundo Rotten Tomatoes. Além de críticas sobre a mediocridade do argumento.